# Leptobrachium ngoclinhense
Leptobrachium ngoclinhense es una especie de anfibio anuro de la familia Megophryidae.

## Distribución geográfica
Esta especie es endémica de las provincias de Đắk Lắk y Kon Tum en Vietnam. Habita entre los 1600 y 1900 m de altitud.

## Etimología
Su nombre de especie, que consiste en ngoclinh y el sufijo latín -ense, significa "que vive, que habita", y le fue dado en referencia al lugar de su descubrimiento, el Monte Ngọc Linh en la Cordillera Annamite.

## Publicación original
- Orlov, 2005 : A New Species of the Genus Vibrissaphora Liu. 1945 (Anura: Megophyidae) from Mount NGoc Linh (Kon Tum Province) and Analysis of the Extent of Species Overlap in the fauna of Amphibians and Reptiles of the North-West of Vietnam and Central Highlands. Russian Journal of Herpetology, vol. 12, n.º 1, p. 17-38.[6]